# جسر ريالتو
جسر ريالتو (بالإيطالية: Ponte de Rialto; بالفينيسية: Ponte de Rialto) هو واحد من أربعة جسور تقطع القنال الكبير في البندقية، إيطاليا. ويعتبر أقدم جسر يقطع القناة، وكان الخط الفاصل بين منطقتي سان ماركو وسان بولو.

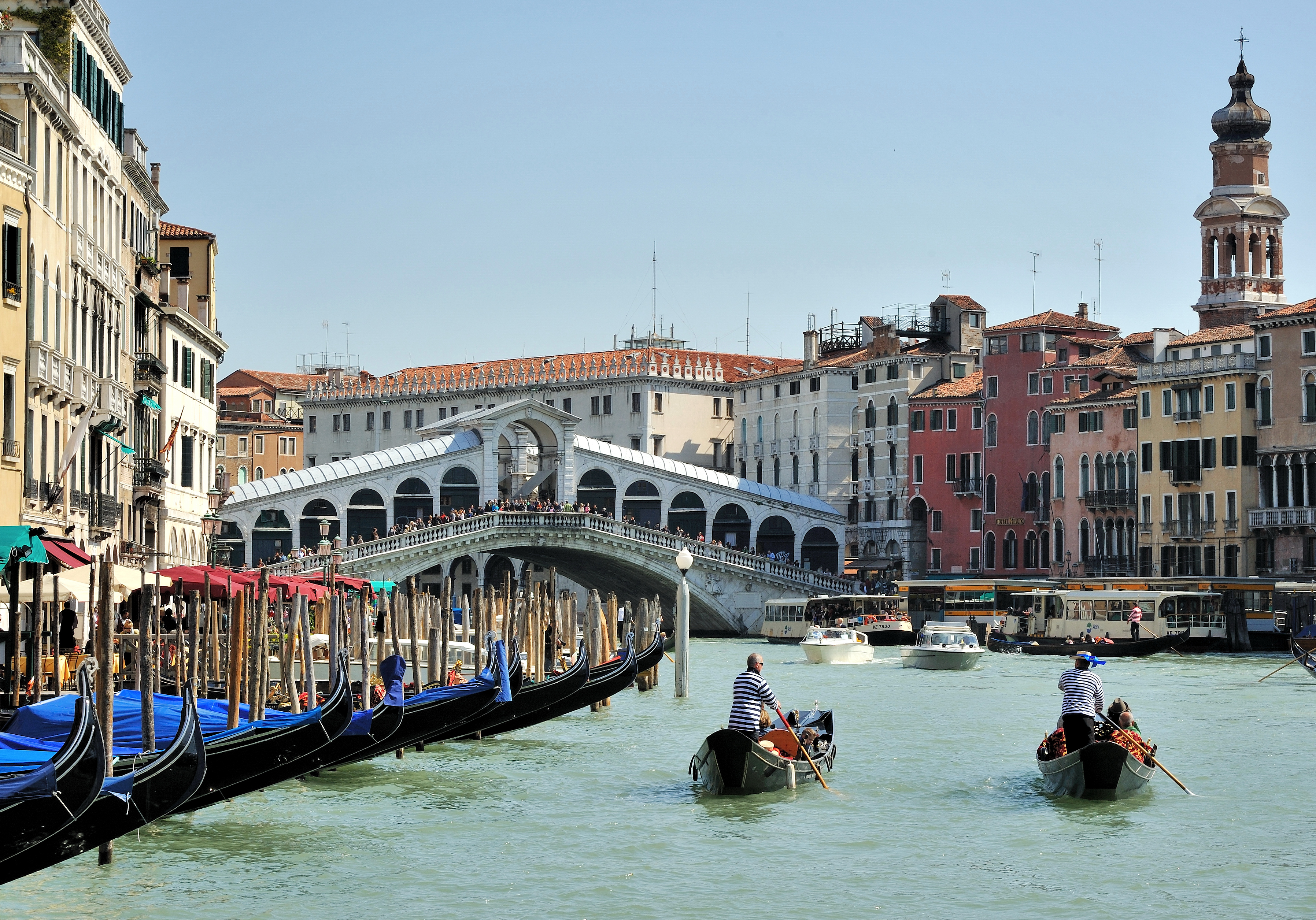
اثنين من مسيري القوارب يقومان بنزهة مع السياح بالقرب من جسر ريالتو

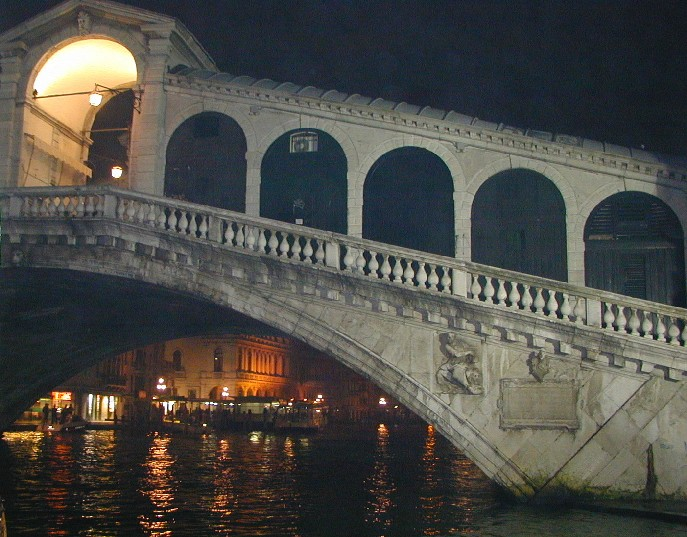
تفاصيل الجسر

## وصلات خارجية
- جسر ريالتو  على موقع ستركتر

- صورة الأقمار الصناعية من خرائط جوجل